# Castelo dos Mouros de Vilarinho dos Galegos
O Castelo dos Mouros de Vilarinho dos Galegos, também referido como Povoado fortificado de Vilarinho dos Galegos e Castro de Vilarinho dos Galegos, é um sítio arqueológico situado na União de Freguesias de Vilarinho dos Galegos e Ventozelo, Município de Mogadouro.
O Castelo dos Mouros, também conhecido como Castelinho ou Castro de Vilarinho dos Galegos, localiza-se numa pequena elevação, a 600 metros de altitude, nas arribas do Rio Douro, em pleno Parque Natural do Douro Internacional, na confluência da ribeira de Vilarinho com o rio Douro. A implantação na arriba oferece ao sítio uma excelente defesa natural, em três quartos do seu perímetro, situação que é proporcionada pelas encostas rochosas, muito abruptas, que caracterizam o local.
Em 2011 e 2015 foram realizadas escavações arqueológicas no âmbito do projeto "Estudo e Valorização do Castelo dos Mouros de Vilarinho dos Galegos, Mogadouro (Norte de Portugal)", sob a direção científica do arqueólogo António Pereira Dinis CITCEM-Universidade do Minho e coadjuvado pelo arqueólogo Emanuel Campos do Município de Mogadouro. Durante estas campanhas arqueológicas alunos da Licenciatura de Arqueologia da Universidade do Minho realizaram o seu estágio curricular, tendo também participado voluntários nacionais e estrangeiros nas escavações arqueológicas.

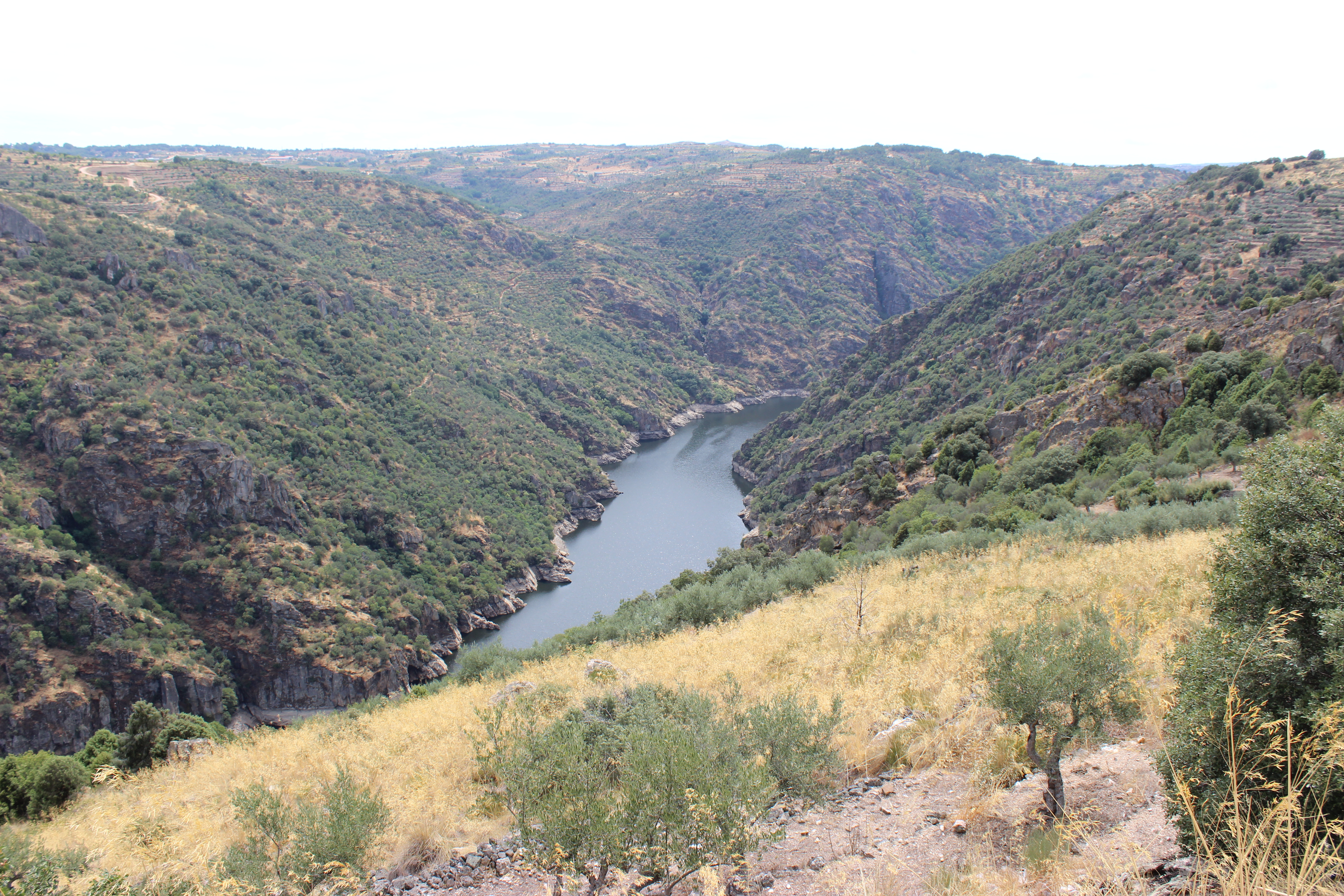
Vista sobre o Rio Douro desde o Castelo dos Mouros

O referido projeto de investigação foi promovido pelo Município de Mogadouro com o patrocínio Sr. Comendador António Cepeda Alves, natural de Vilarinho dos Galegos.
Classificado de Monumento de Interesse Municipal em 2016. Atualmente em vias de classificação

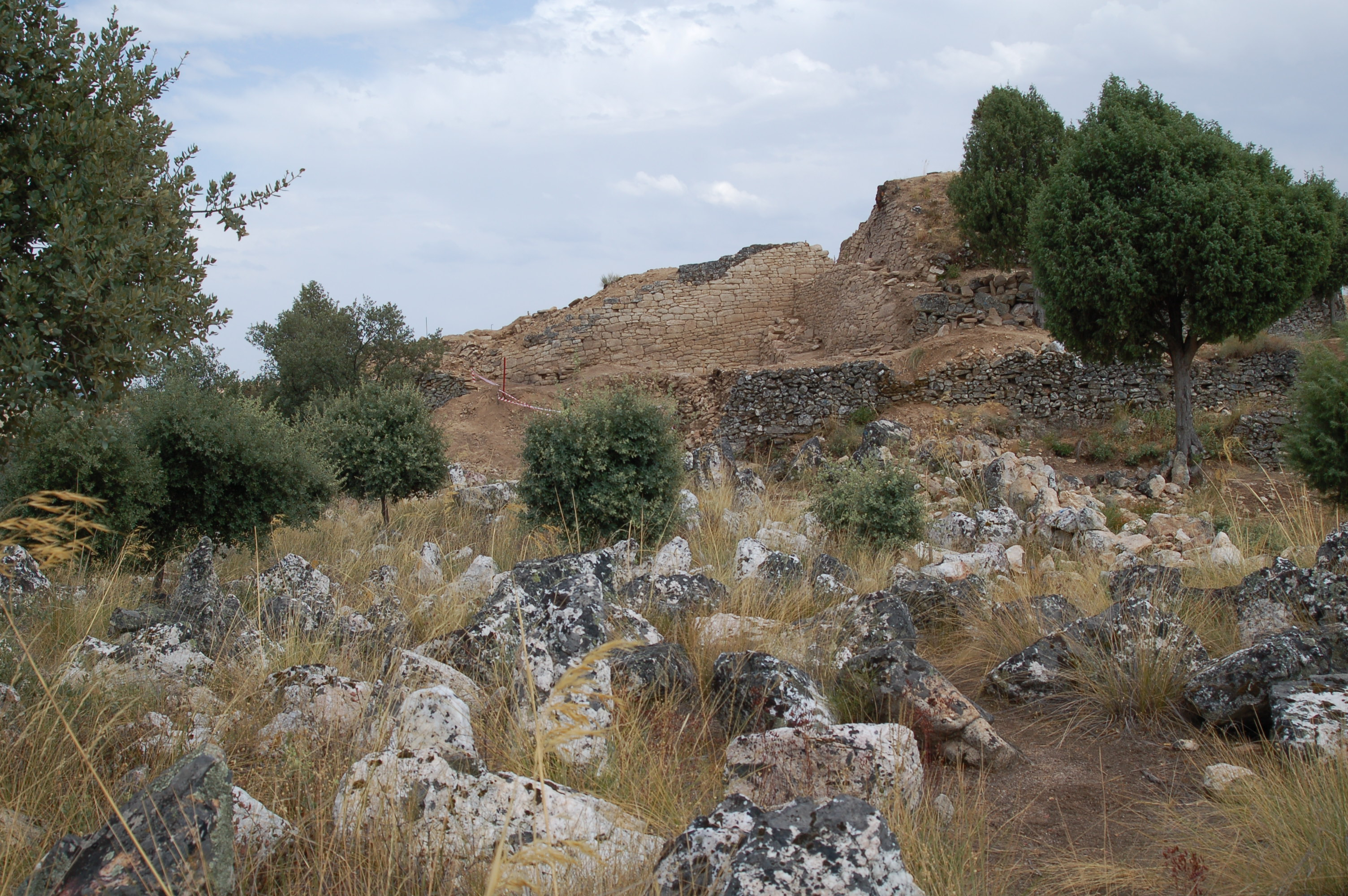
Pedras Fincadas, muralha e Torreão

## Estruturas Arqueológicas

### Sistema Defensivo
Quem chega ao Castelo dos Mouros esbarra com um caos de pedras de quartzo, com arestas pontiagudas, distribuídas por uma área considerável. Esta barreira de “pedras fincadas” dificultava o avanço de pessoas e animais, tornando-as muito vulneráveis. Imediatamente a seguir ao “campo de pedras fincadas”, abre-se um largo e profundo fosso, cavado na rocha granítica, funcionando com um segundo obstáculo a ultrapassar por quem quisesse entrar no sítio. O sistema defensivo incluía ainda uma muralha e um torreão, em pedra. A muralha, rampeada, tinha na base cerca de 9 metros e uma altura que deveria rondar os 7 metros. Pelo interior, era escalonada em patamares que deveriam possuir rampas para acesso ao topo. Quanto ao torreão, de configuração tendencialmente circular, desenvolvia-se em frente à muralha, ocupando o espaço entre esta e o fosso.

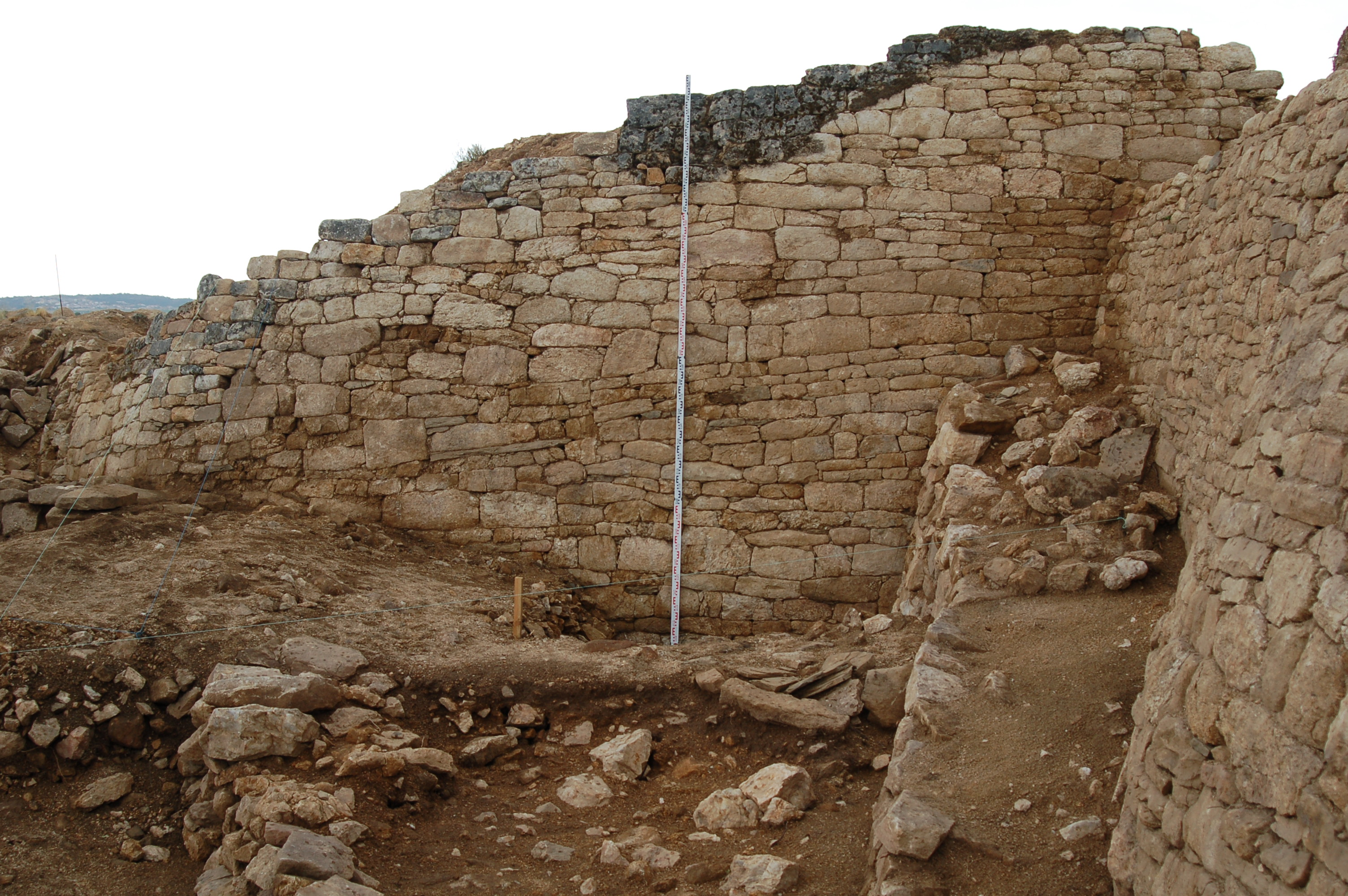
Muralha Norte e Torre

#### Muralha
A muralha, com uma extensão de cerca de 46.50 metros, está implantada sobre o afloramento rochoso, desenvolvendo-se no sentido S-N, com inflexão para nascente, onde forma uma secção arredondada. A Norte, a escavação pôs a descoberto um muro ainda com 5.20 metros de altura. No lado Sul o muro atinge o máximo de 3 metros e a estrutura encontra-se em mau estado de conservação devido ao saque de pedra e construção de socalcos para oliveiras.

#### Torreão
O torreão, com uma configuração semicircular, desenvolve-se frontalmente à muralha, entre esta e o fosso. A tensão provocada pela grande massa de pedra que o constitui obrigou à junção de um contraforte, em forma de meia-lua, que o envolve parcialmente e outros muros de reforço paralelos, apresentando-se os do lado Norte ainda bem preservados.

#### Entrada

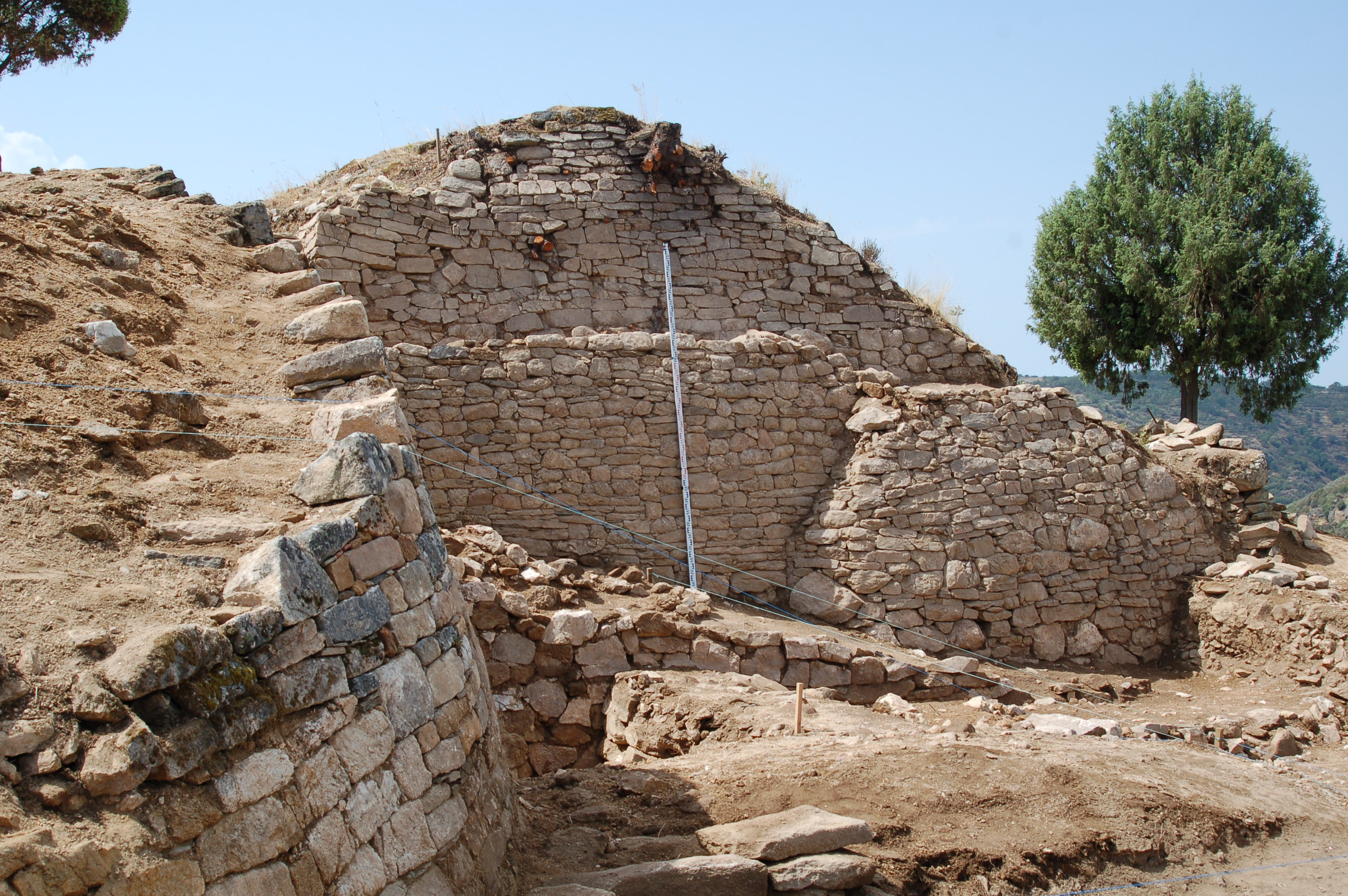
Torreão - Torre - Contrafortes e Muralha

Originalmente, a muralha do Castelo dos Mouros possuía uma entrada, em corredor, localizada no quadrante Sul, com cerca de 7.50 metros de extensão e 3.30 metros de largura, delimitado por muros que ainda atingiam mais de 2.50 metros de altura. Por razões que ainda desconhecemos (admitimos que a condenação da entrada talvez possa estar relacionada com as grandes dimensões do vão) este corredor foi desativado, cerrando-se com muros e atulhando-se o interior com pedras e terra. Infelizmente, as escavações não conseguiram, até ao momento, descobrir a nova entrada. 

#### Torre
Entre as descobertas mais significativas que ocorreram durante as escavações destaca-se a construção de uma torre maciça, de configuração angular, identificada sobre as estruturas do torreão, a qual se assumia como o ponto mais elevado de todo o edificado. Ao topo, subia-se através de uma escada de pedra, adossada ao paramento Sul.

### Estruturas Domésticas
Ultrapassado o complexo defensivo, o Castelo dos Mouros possui uma ampla plataforma aplanada, de configuração subcircular, delimitada de Norte e de Sul pela escarpa que caracteriza o local. O lado nascente, que é menos abrupto, permite o acesso ao vale, através de um caminho que se desenvolve em ziguezague. Esta plataforma deveria, no passado, conter as habitações da população residente. Porém, a utilização agrícola deste terreno, ao longo dos séculos, causou perturbações significativas no registo arqueológico, pelo que as estruturas habitacionais se encontram muito desmanteladas e em muito mau estado de conservação.
As escavações mais recentes reconheceram neste local dois tipos de estruturas domésticas, relacionadas com dois momentos da ocupação do Castelo dos Mouros.
A um primeiro momento, cronologicamente situado na Idade do Ferro, pertencem alguns restos de pavimento, em argila ou saibro e pequenos calhaus, muito compactados, num dos casos contendo alguns buracos de poste, sugerindo construções em materiais perecíveis. A um segundo momento, atribuível a um período tardo-romano, pertencem estruturas em pedra, pelo menos na sua base, de configuração retangular, com pavimentos de saibro compactado e cobertura em telha. Dois exemplares foram identificados encostados à face interna da muralha, presumindo-se que outros possam ter sobrevivido soterrados pelas grandes massas de derrube de pedra que pertenceram à estrutura defensiva.

### Materiais
O espólio exumado nas escavações arqueológicas, quantitativamente significativo e variado, permite a aproximação aos modos de vida, às atividades produtivas e às relações sociais dos habitantes do Castelo dos Mouros, ao longo dos séculos em que o povoado foi ocupado. Há que referir que os materiais encontrados cobrem um período longo, entre a Idade do Ferro e a Idade Moderna.
A caça e a criação de animais deveria ter um peso significativo no quotidiano das populações do Castelo dos Mouros, a par das práticas agrícolas que se reconhecem quer nas sementes identificadas quer no achado de moinhos de pedra e de grandes contentores cerâmicos.
Encontrou-se uma grande quantidade de fragmentos de ossos, por vezes associados a estruturas de combustão, indicando o consumo na alimentação.
Entre as atividades artesanais destaca-se a fiação, a tecelagem e a metalurgia, principalmente a do ferro. Restos de escórias e material refratário demonstram práticas de ferreiro no local. A feitura de cavilhas e pregos deveria ser corrente, dada a necessidade destes materiais para a construção.